# Malani
Malani (niz. Marowijnekreek), također Marouini (niz. Marowini), rijeka je u spornom području između Francuske Gvajane i Surinama. Prema Surinamu, to je granična rijeka, međutim Francuska smatra da je rijeka Litani granica. Rijeka ima svoj izvor u planini Pic Coudreau u gorju Tumuk Humak. Ušće joj je na ušću u Litaniju u Antecume Pata i nastavlja svoje putovanje kao rijeka Lawa. Malani je dugačka 245 km.

## Ime
Rijeka je u Surinamu i Nizozemskoj poznata kao Marowijnekreek. Nekada se u Francuskoj zvao Marouini, no ime koje rijeku koristi za pleme Wayana postaje prihvaćena verzija. Nazivi Marouini i Marowijnekreek također su se u prošlosti koristili za rijeku Lawu.

## Tok rijeke
Malani izvire u Pic Coudreau, 711 metara visokom inselbergu u planinama Tumuk Humak blizu granice s Brazilom. Rijeka najprije teče prema jugu i okreće se za 180 stupnjeva oko Pic Coudreaua i nastavlja svoje putovanje prema sjeveru kroz tropsku kišnu šumu. Najveća pritoka je Wanapi duga 92 km. Nakon vijugavog toka dugog 245 kilometara, rijeka dolazi do svog sutoka s rijekom Litani, a rijeka koje time nastaje naziva se Lawa. Lawa se pak ulijeva u Maroni koji se ulijeva u Atlantski ocean.

## Nekadašnja naselja
Godine 1791. Aluku Maroni su protjerani iz Surinama i preseljeni u Francusku Gijanu. Pleme je nastavilo put do Malanija. Ni tamo nisu bili potpuno sigurni jer je Boni, vođa plemena, ubijen na rijeci 19. veljače 1793. Aluku su se na kraju vratili u Gaan Day duž rijeke Lawa, a napustili su Malani oko 1839.
Od 1880-ih nadalje, autohtoni Wayana kretali su se od rijeke Paru u Brazilu prema sjeveru uz Malani i Litani. Osnovano je nekoliko sela koja je posjetio Henri Coudreau 1893. S izuzetkom Saint-Laurenta koji se nalazi na ušću, rijeka je danas nenaseljena.

## Vanjske poveznice
|  | Zajednički poslužitelj ima još gradiva o temi Malani |